# Gymnochthebius truncatus
Gymnochthebius truncatus är en skalbaggsart som beskrevs av Perkins 2005. Gymnochthebius truncatus ingår i släktet Gymnochthebius och familjen vattenbrynsbaggar. Inga underarter finns listade i Catalogue of Life.